# Ernst Tugendhat
Pour les articles homonymes, voir Tugendhat.
Ernst Tugendhat (né le 8 mars 1930 à Brno (Tchécoslovaquie) et mort le 13 mars 2023 à Fribourg-en-Brisgau (Allemagne)) est un philosophe allemand d'origine tchèque. 
Influencé par la phénoménologie d'Edmund Husserl et la pensée de Martin Heidegger, il a également été sensible à la philosophie analytique qu'il a contribué à faire connaître en Allemagne. Ses travaux sur l'éthique ont influencé notamment Karl Otto Apel et Jürgen Habermas.

## Biographie
De famille juive, Ernst Tugendhat émigre en Suisse en 1938, puis s'installe à Caracas (Venezuela) en 1941.
Il fait des études classiques à l'université Stanford de 1944 à 1949 et poursuit des études de philosophie à l'université de Fribourg où il obtient son doctorat en 1956. Entre 1956 et 1958 il poursuit des études postdoctorales à l'université de Münster et devient assistant professeur jusqu'en 1964 au Département de philosophie de ce même établissement. Par la suite, il enseigne à l'université du Michigan où il obtient son habilitation en 1966 (thèse intitulée: « Le concept de vérité chez Husserl et Heidegger »).
De 1966 à 1975, Ernst Tugendhat est professeur à l'université de Heidelberg. Pour protester contre la situation des universités allemandes durant les années 1970, il quitte son poste pour enseigner au Chili. Il s'installe ensuite à Berlin, où il est professeur émérite à l'Université libre de Berlin. En 1988-1989, il est professeur invité à l'université d'Oxford dans le cadre des John Locke lectures, mais il est contraint d'abandonner en raison de problèmes de santé.
Retraité en 1992, il demeure professeur invité à l'université pontificale catholique du Chili, Santiago (1992−1996), chercheur à l'Institut pour les sciences humaines de Vienne (1996) et professeur invité à l'université Charles de Prague (République tchèque) (1997−1998).

## Principales publications (titres originaux)
- Tí kata tinós. Eine Untersuchung zu Struktur und Ursprung aristotelischer Grundbegriffe, Fribourg-en-Brisgau / Munich 1958 ; 5e éd. avec une nouvelle préface 2003 (Symposion 2).  (ISBN 3-495-48080-3)
- Der Wahrheitsbegriff bei Husserl und Heidegger, Berlin, 1967.
- Vorlesungen zur Einführung in die sprachanalytische Philosophie, Francfort-sur-le-Main, 1976.
  - (fr) Conférences sur l'éthique, traduction de Marie-Noëlle Ryan, Presses universitaires de France, 1998.
- Selbstbewusstsein und Selbstbestimmung, Francfort-sur-le-Main, 1979.
  - (fr) Conscience de soi et autodétermination, Traduction de Rainer Rochlitz, Armand Collin, 1997.
- Logisch-semantische Propädeutik (éd. avec Ursula Wolf), Stuttgart, 1983.
- Probleme der Ethik, Stuttgart, 1984.
- Nachdenken über die Atomkriegsgefahr und warum man sie nicht sieht, 2e édition, Berlin, 1988.
- Philosophische Aufsätze, Francfort-sur-le-Main, 1992.
- Ethik und Politik, Francfort-sur-le-Main, 1992.
  - (fr) Être juif en Allemagne. Éthique et politique. Conférences et prises de position des années 1978-1991, traduit de l'allemand par Rainer Rochlitz, Éditions du Cerf, 1993.
- Vorlesungen über Ethik, Francfort-sur-le-Main, 1993.
- Dialog in Leticia, Francfort-sur-le-Main, 1997.
- Egozentrizität und Mystik. Eine anthropologische Studie, C. H. Beck, Munich, 2003.  (ISBN 3-406-51049-3)
  - (fr) L'homme égocentré et la mystique : Une étude anthropologique, traduction de Jean-Marc Tétaz, Maison des Sciences de l'Homme, 2010.
- Anthropologie statt Metaphysik, C. H. Beck, Munich, 2007  (ISBN 3-406-55678-7)